# 日時計

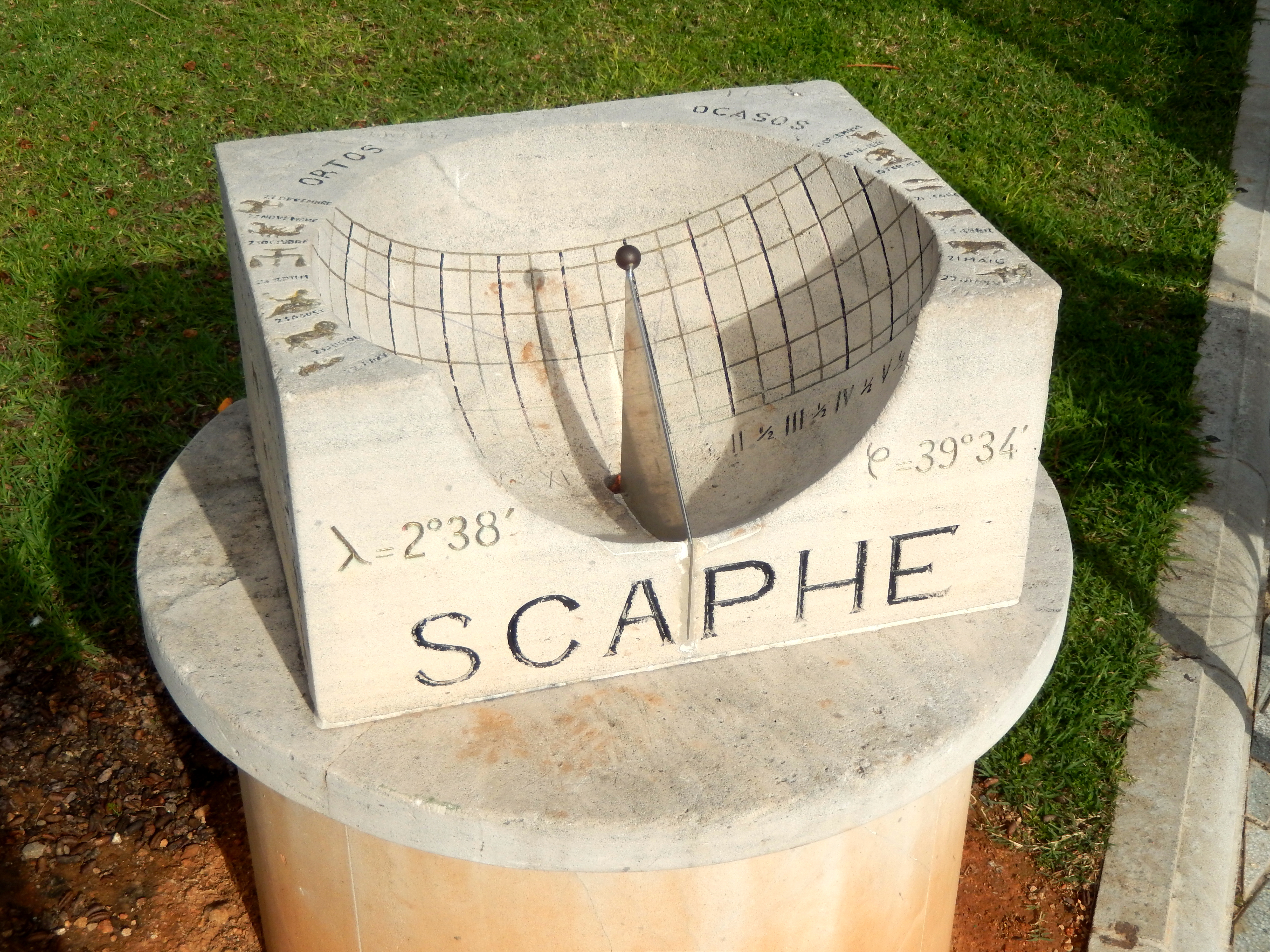
パルマ・デ・マヨルカの日時計

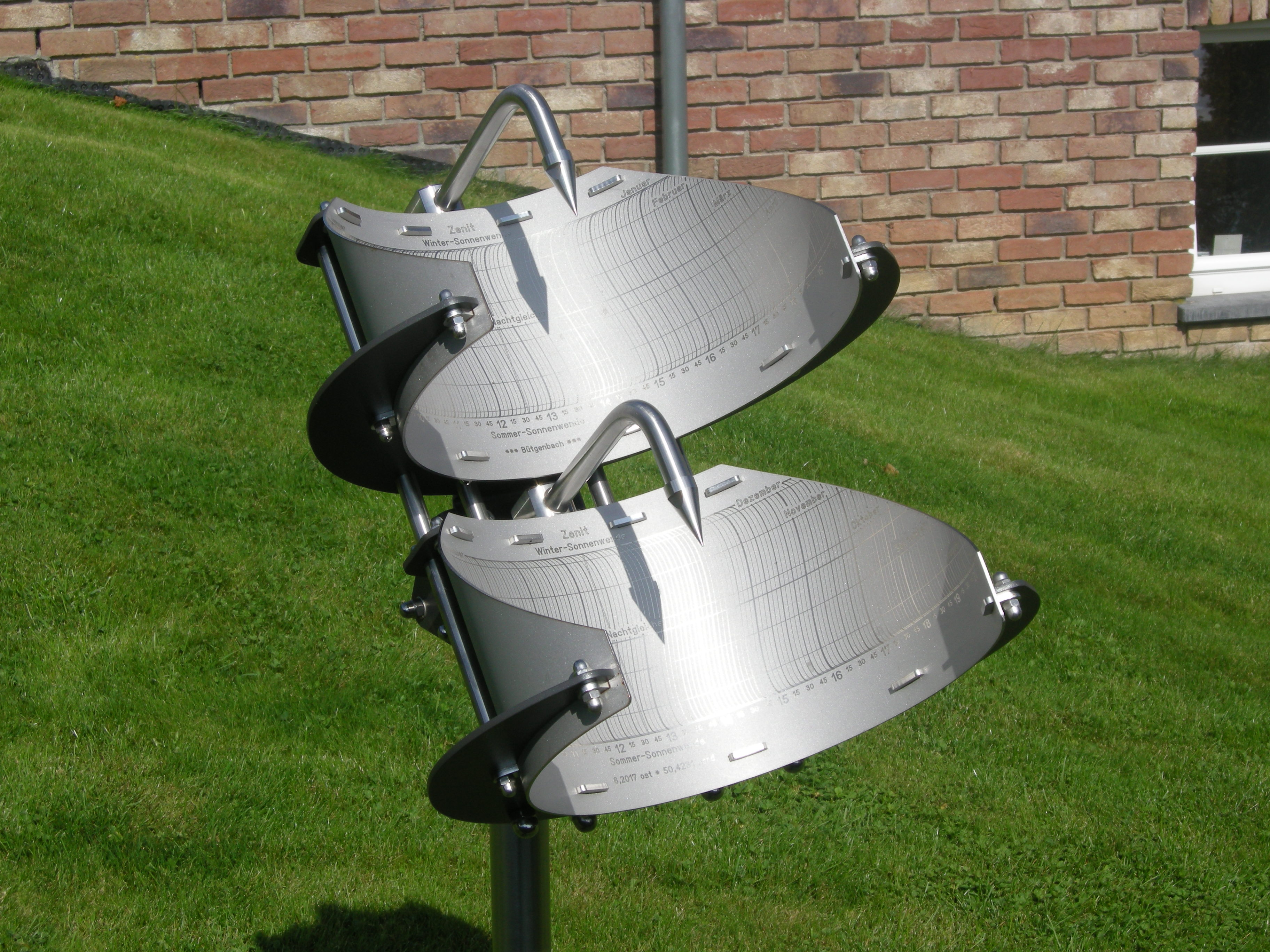
ベルギーのビュートゲンバッハに設置された精密日時計。誤差±30秒。

日時計（ひどけい、英: sundial）は、太陽の日周運動を利用して、太陽の時角の推移から時刻を定める装置。影を利用して視太陽時を計測する。日晷儀（にっきぎ）、晷針（きしん）ともいう。

## 概説

北半球、イギリス・ロンドンで使われる日時計の時刻の数字のふられる回転方向はいわゆる「時計まわり」
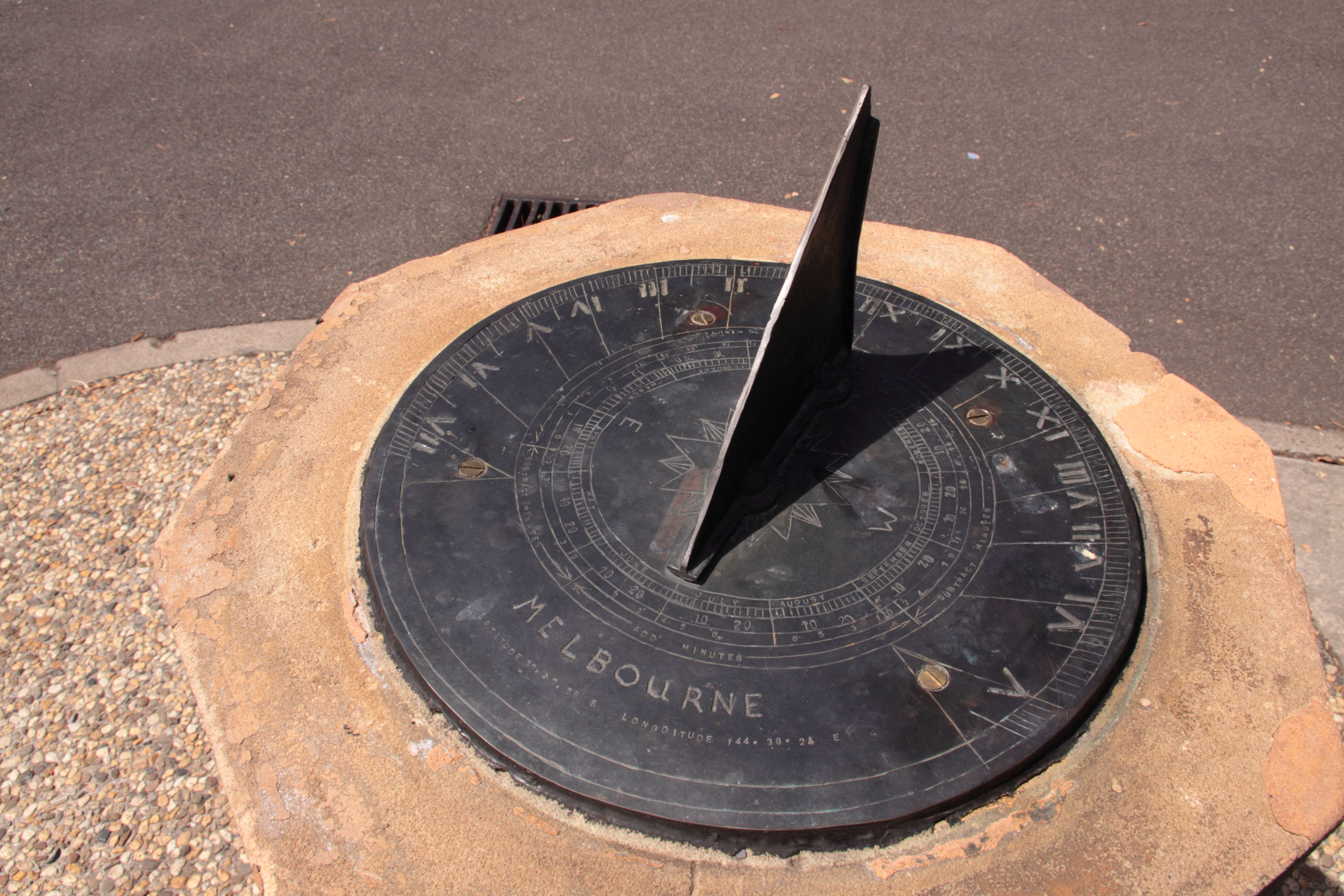
南半球、オーストラリア・メルボルンの日時計。時刻の数字（IX, X, XI, XII...）がロンドンのものと逆回転、つまりいわゆる「逆時計まわり」で配置されている。

一般に、太陽の影を利用する。基本的には、針状や棒状のもの（指時針）の影の位置で時刻を読み取る。針や棒の代わりに、三角形の「一辺」を一種の針や棒に見立てて、三角形の影の「境目」、つまり影と影でない部分の境界を読み取るものもある。針や棒の影の先端の一点の位置で時刻を読み取る精密なタイプもある。
指時針の方向に着目しておおまかに分類すると、地軸（地球の自転の軸）と平行になっているタイプと、地面に対して垂直に立っているものに分類することもできる。前者が一般的であり、後者はやや例外的であり特に「柱型日時計」などと呼ばれる。
指時針が地軸と平行のもの
指時針が地軸と平行のものは、北半球に設置する場合は、指時針の延長上が天の北極を指すように設置する。南半球に設置する場合は、天の南極を指すように設置する。文字盤は平板なものと凹面状のものがある。平板なものは、水平（地面と平行）のもの「水平式」、垂直のもの「垂直式」、指時針と垂直のもの「コマ型」がある。凹面状のものは「赤道式」と呼ばれ、時刻線が均等に引かれるという利点がある。
北半球用、南半球用、赤道付近用
日時計は、北半球用と南半球用では文字盤の時刻の数字のふりかたが逆回転（対称的）である。
また赤道付近、厳密に言うと「南北の回帰線の間の地帯」で使われる日時計には、独特の困難が伴う。季節によって、太陽が天頂よりも南側を通過したり、反対に天頂よりも北側を通過したりするからである。
歴史

紀元前3000年、古代エジプトで使われていたが、起源はさらにその前の古代バビロニアにさかのぼると考えられる。古代ギリシア及び古代ローマで改良され完全なものができた。これはアラビアに伝えられた（アラビアの天文学ではこれをノーモン(gnomon) という）。
中世に機械時計が発明されても、日時計は使われ続けた。機械式の時計は最初は誤差が大きかったので、正午などに機械式時計の時刻を補正するために必要であった。日時計の使用頻度が減ったのは、機械式時計の精度が上がり、普及してからのことである。
現代では庭園や建造物の装飾として設置されることが多い。

## 日時計の種類

### 文字盤の角度や全体形状による分類

#### 水平式日時計
水平式日時計（英: horizontal dial）は、文字盤が水平のもの。文字盤の目盛りは三角関数を使用して計算されるので均等にならない。日本では最も一般的である。日陰にならない場所に設置され、太陽さえ出ていれば、1台で日の出から日没まで使用できる。
小型のものは台の上に設置すると見やすくなる。庭園の地面に大型のものを設置する場合「庭日時計」と呼ばれる。また文字盤をガラス板などで作り、高い地点に設置することにより、下方から見上げるよう設計する方法もある。
- 水平式日時計（イギリスの教会の敷地）
- 水平式（港の見える丘公園）
- 庭日時計

パーツとその名称
板を文字盤(face)、棒を指時針（ノーモン gnomon）と呼ぶ。文字盤は明るい色が望ましい。たいてい人の手が届く位置に設置され、指時針のとがった先端があることは事故のリスクがあるので、三角の板状が採用されることが多く、しばしば三角形の先端には「丸み」（アール）をつけ事故を防止する。一方、垂直式日時計は、人の手が届かない壁面の高い位置に設置されるので、棒状の指時針が採用されることが多い。大理石で造られたものは高級品である。素材として金属が採用される場合は、腐食を抑えるためブロンズがしばしば使われたが、近年ではステンレスが使われることもある。

#### 垂直式日時計
垂直式日時計（英: vertical dial）は文字盤が地面に対して垂直のもの。建物の外壁などに設置する。文字盤の目盛りは水平式同様、三角関数を使用して計算される。建物が完全に真南を向いていなくても、設計により補正は可能。ただし1日で最大12時間までしか表示できず、日時計が建物自体の影に入ってしまうと使用できない。これを防ぐには複数の壁面に日時計を設置することになる。ヨーロッパ諸国では多く見られる（教会堂や市庁舎の壁面など）。だが日本ではほとんど見られない（大阪造幣局前の道路にあるが指時針が失われている。以前は造幣局近くの桜宮橋たもとにあったが、いつ・誰が設置したのか分かっておらず、新桜宮橋を架けるため移設された。）。
- 垂直式日時計（スイス）
- 垂直式日時計 （ドイツの教会）
- 垂直式日時計（徳島県文化の森総合公園）

#### コマ型日時計
コマ型日時計は独楽（コマ）のような形状の日時計である。文字盤の目盛りが均等になるという表示上の利点がある。アラビアの天文学ではノーモン(gnomon)という。もっともシンプルな形状では円盤の中心に垂直に棒を1本突き刺した独楽のような形を寝かせ、指時針を天の北極に向ける。四角い板に棒を突き刺した形状のものもある。
- コマ型日時計（北京の歴史的天文台）
- コマ型日時計（中国）
- コマ型日時計。四角い板のタイプ。

#### 赤道式日時計

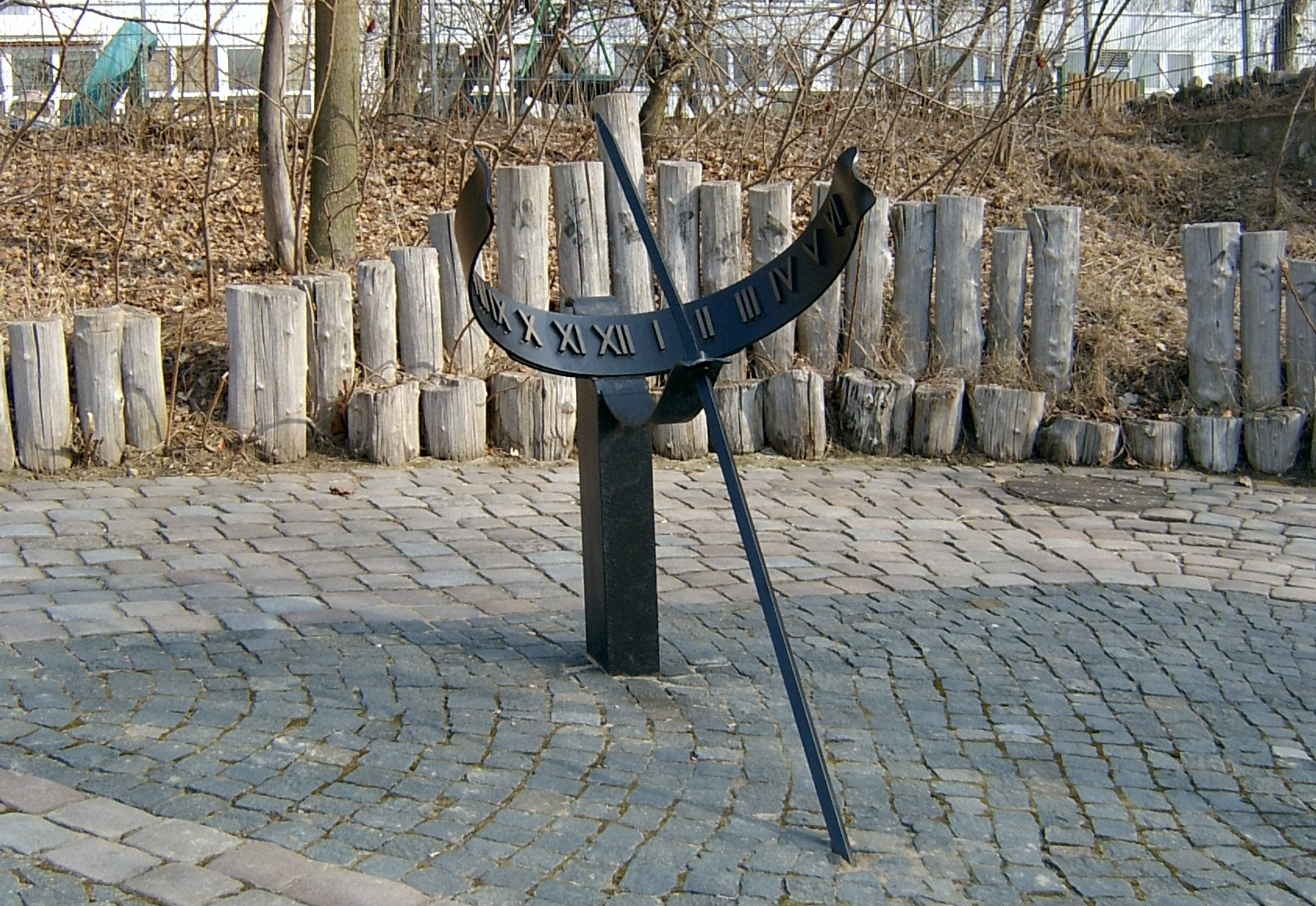
赤道式日時計

赤道式日時計は、文字盤が凹面状になっていて指時針は（北半球では）天の北極を指しているものである。目盛りは、やはり均等である。
赤道式日時計は第一次世界大戦前までフランスで列車を正確に走らせるために使用された。最も正確な日時計はイスラム教の宗教暦（ヒジュラ暦）上の日付をはかるためにインドのジャイプールの権力者（カリフ）が石で造った赤道式日時計である。これは記念碑をも兼ねている。

#### 柱型日時計

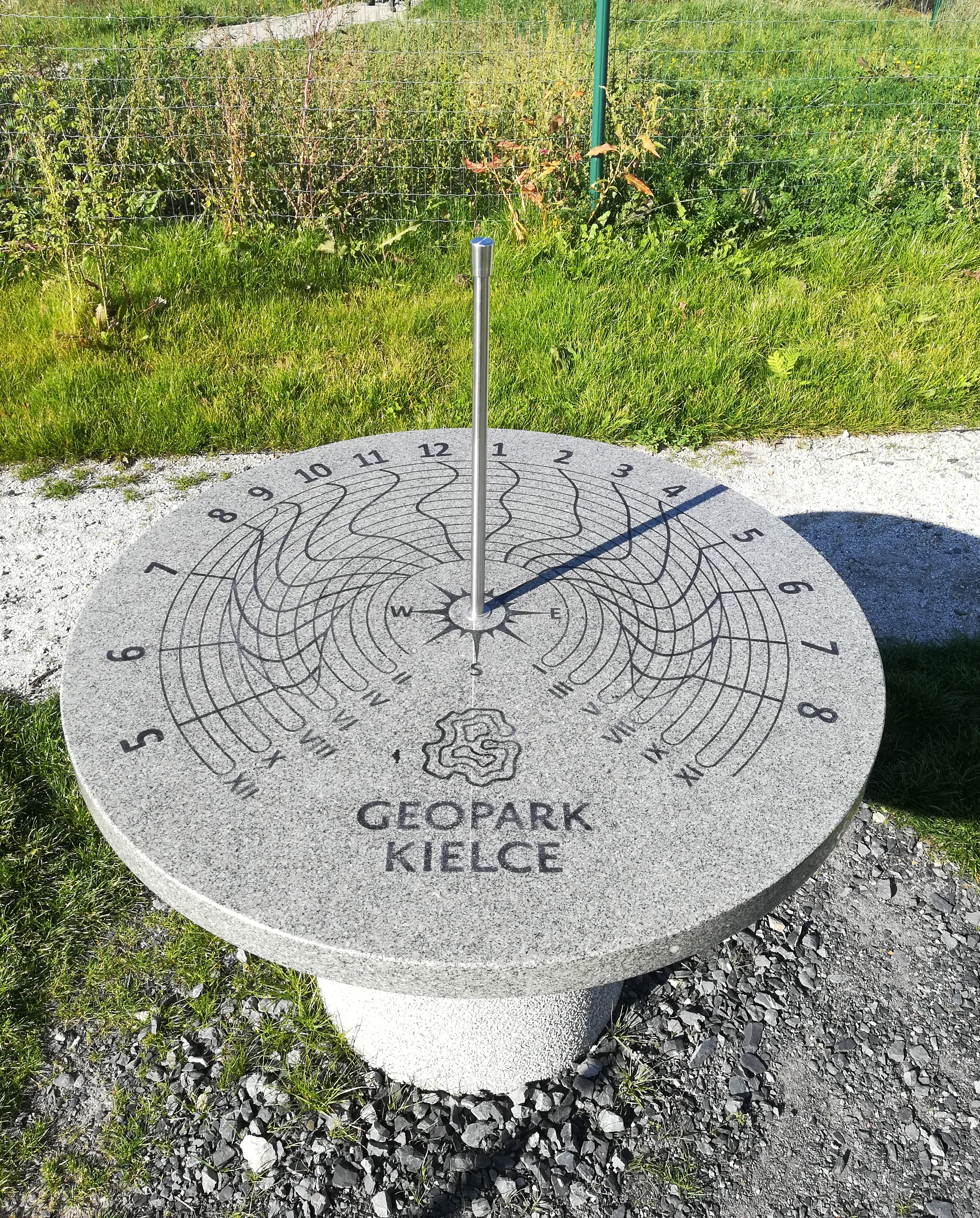
柱型日時計。当日の「月の線」（ローマ数字 I,III,V,VII,IX,XIの環状の線）と指示針の影が重なる部分を通るうねうねし曲がった時刻線の端にあるアラビア数字（5,6,7,8....）を読み取れば時刻がわかる。

柱型日時計の一種、plekhnatonは古代ギリシャ人が開発したものであり、水平（または椀状）の文字盤に垂直な指時針を立てたもので、指時針の影の「先端」が時刻を示す。太陽の高度は季節により変わり、季節が変われば同じ時刻でも指時針の影の先端の位置（先端の一点の位置）は変わるので、季節ごとに異なる点を結ぶように時刻線を引いておけば、補正なしでどの季節の時刻も示すことができる。この文字盤の線は現代ではあらかじめ計算が可能である。柱型日時計は、文字盤の表示が複雑になることが欠点ではある。通常文字盤を2枚用意し、半年ごとに取り替えることで文字盤が複雑になりすぎることを回避する。大きな柱形日時計を作り正確な時刻線を引けば、たとえば公的な広場などの広大な地面に背の高いポール（旗竿）を指時針として立てて正確な時刻線を描けば、非常に正確な日時計になりうる。
柱型日時計には、指示針の先端を用いず、時刻線と直交するような月名を示す線も配置して、つまり網目状の線で時刻を示すタイプもある。その写真を右に示す。
また柱型日時計の亜種として、日付ごとに指時針を立てる位置を変えるアナレマティック日時計がある（次節で解説）。

#### アナレマティック日時計（かげぼうし日時計）

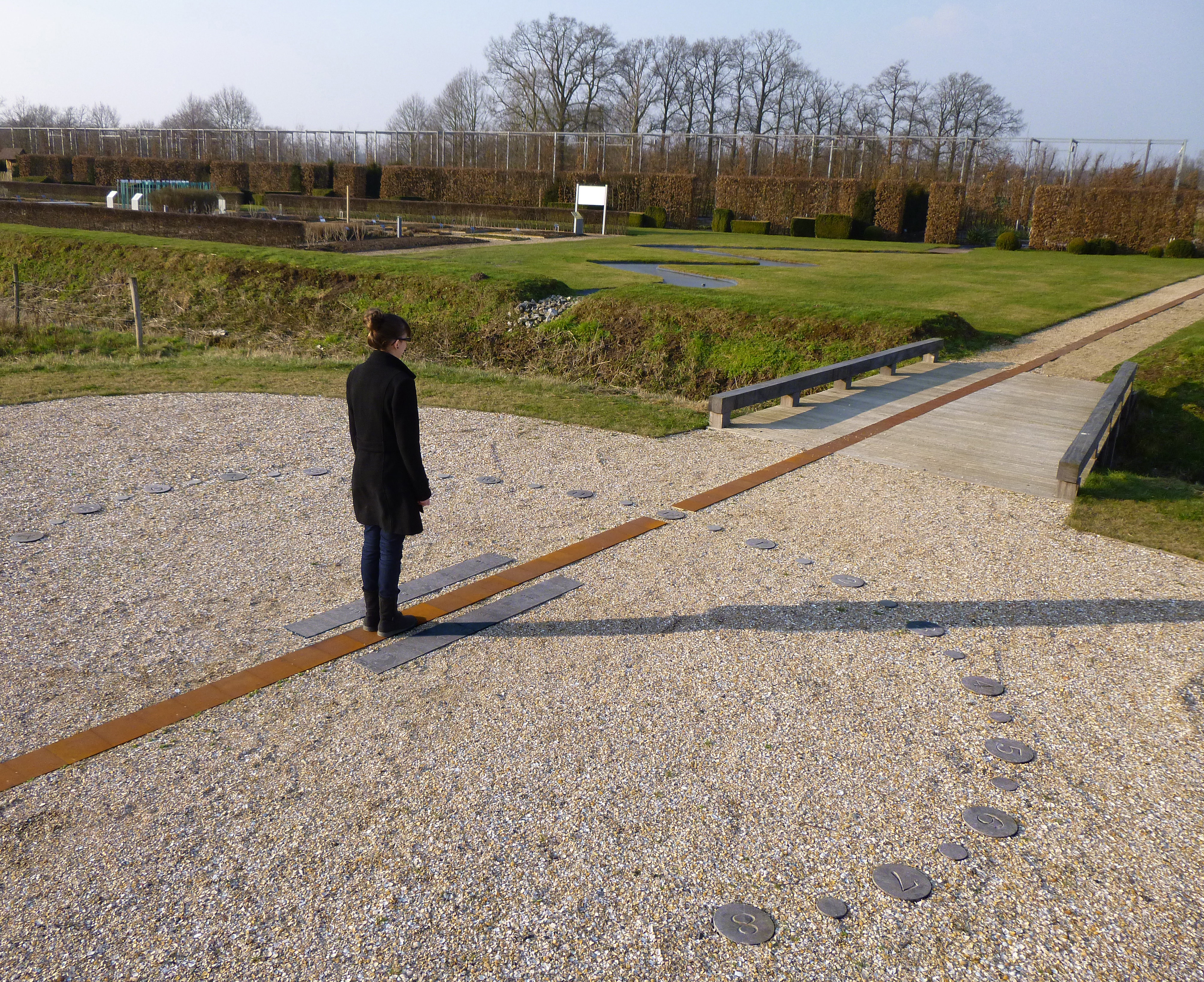
アナレマティック日時計（影法師日時計）

アナレマティック日時計（en:Analemmatic sundial）は垂直に棒状のものを立てるものだが、指時針が固定されていないのが特徴であり、日付により指時針を立てる位置を微調整しなければならない。柱型日時計の一種で、英語では「カルジオイド日時計」とも。指時針に棒を使わず代わりに人が立ってもよい。たいていは観測者自身が指時針として文字盤に書かれた日付の上にまっすぐ立ち、自分自身の影の向きで時刻を読み取る。人の影を利用する場合だけ日本語では「影法師日時計」と呼ぶ。
柱型日時計は文字盤（時刻を意味する多数の線群）が概してかなり複雑になる傾向があるのに対して、アナレマティック日時計だけは時刻の目盛りがきわめて簡潔である。指時針の位置（人の立ち位置）を変えることで季節変動を補正するからである。日本では西脇市黒田庄町と瀬戸市民公園にあるものが知られている。

#### 携帯日時計

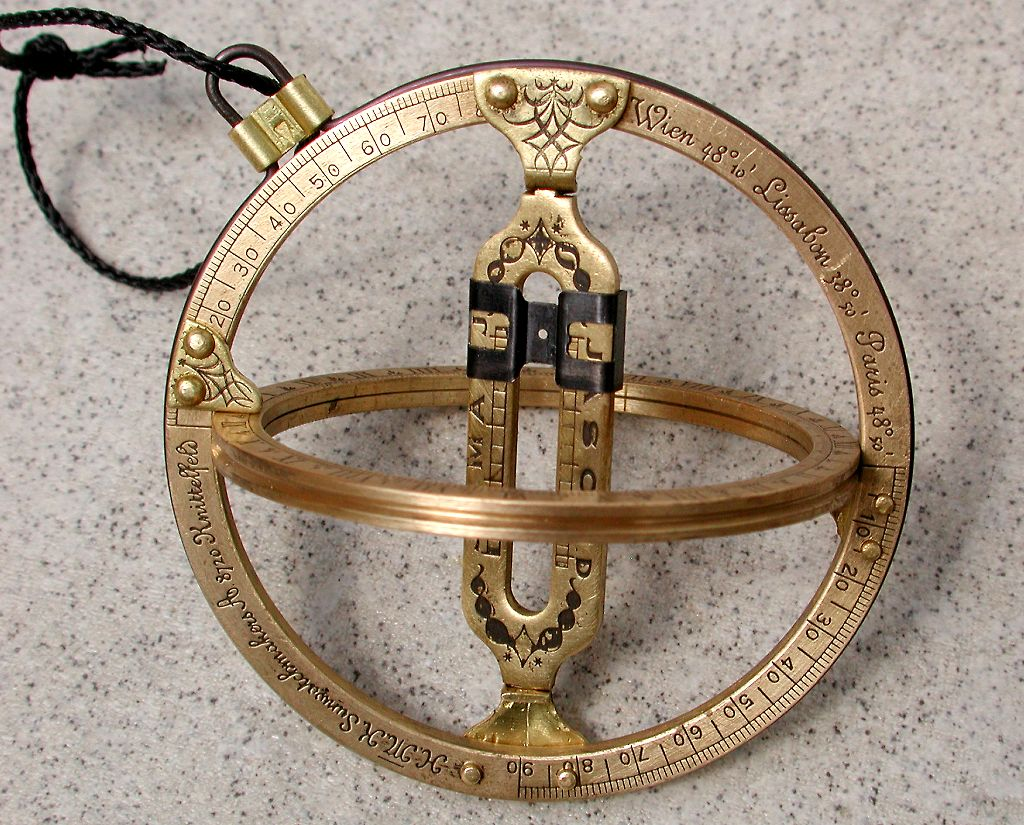
旅行者用リング型携帯日時計。写真は開いたところであり、携帯時には閉じて平らなリング状にすることもできる。

携帯日時計は野外天体観測のためあるいは宗教的行事を行うために、中世に開発された。最も成功した携帯日時計は、ディプティクという、2枚の文字盤が、ヒンジで固定されているものだった。指針は、文字盤の間に通された紐である。紐がぴんと引っ張られたときに、2つの文字盤はそれぞれが水平式と垂直式の文字盤となった。最高級品は、白い象牙に黒のラッカーで文字を記したもので、紐は絹糸かリンネルで作られた。
ディプティクのヒンジが地面と平行で、2つある文字盤が同じ時刻を指したとき、時計は正確に視太陽時を示した。さらにこのとき、ヒンジは真北を示す。またこのとき、紐でできた指針と地面との角度は、その地の緯度も示すことになる。
2つある文字盤による調整は、正午前後と日没直前、日の出直後は使用できない。しかし、午前9時か午後3時ごろの誤差は4分である。
これは、ディプティクが、方位磁針や緯度計測器の役目も果たしたということを意味する。いくつかのディプティクは、緯度計測のために、目盛りとおもりのついた紐もついていた。また、地理的な角度測定をするための羅針図付きのものもあった。大きなディプティクは古代において（船などの）操縦に使用された。小さくポケットサイズのものもあった。
最も小さな携帯式日時計は、穴付きの突起がついた指輪や、ネックレスにつけられた装飾だった。これは日時計を所持していることを知られないようにするための細工でもあった。日光に当てると突起部分の影は指輪自身にかかり、その内側に記された目盛りで時刻を知ることができる。この形状のものは、観測者は今が昼か夜か、午前中かどうかは知っている必要があった。突起についた穴の位置は緯度により調整する必要があるため、この部分は動かして穴の位置が変えられるようになっていた。これは主に塔などに幽閉された人物などがこっそり使うためのものだった。
日本では、江戸時代に紙の携帯式日時計があった。これは、指針の部分がこよりになっており、立てて影の長さでおよその時刻を知るというもので、当日の日付さえ分かっていれば、それなりに正確に時刻を出すことができた。これは旅人が好んで使い、フィリップ・フランツ・フォン・シーボルトの記述にも残っている。

#### その他
反射式日時計（reflection sundial）は、南に窓がある部屋用である。指時針は無く、窓から入った太陽光を固定した小さな鏡に反射させ、その光が天井などに当たる位置で時刻を読み取る。鏡が小さければ「点状の光」となって室内の一点を照らし、その一点が太陽の位置の変化とともに移動してゆくので、時刻を示す点や線を描けば日時計となる。毎日定時ごとに天井に時刻の印をつけていき、1年かけてようやく完成した。一旦完成すれば、驚くほど精密であった。
1943年になってオルシュティンにあるニコラウス・コペルニクスの居城オルシュティン城で同じ原理のものが発見された。これにより、この型の日時計の発明者はコペルニクスとされるようになった。なおコペルニクスのものは城内のある場所に鏡を置くと反射した光が壁の印の上を移動するというもので、1日の間で時刻を知るためにこれを用いたわけではなく、1年の長さを厳密に求めるために使ったと考えられる。

### 正午計
正午計は南中の時刻を知るのに特化した日時計をいう。
近代以後、機械時計が普及してもラジオ放送などが普及するまでは正確な時刻を知ることは容易でなかった。そこで南中を基準に簡易な日時計などが使用されたが、後に南中を知るのに特化した正午計と呼ばれる日時計が用いられるようになった。
地球の運動速度は一定でないため、太陽は正午に真南に来るとは限らない。しかし、毎日、正午に日時計の指針の先端の位置を記しておき、これを1年続ければ、翌年以降も正午のみを示す日時計を作ることが可能である。さらにこの影の位置を天文学的な計算から算出し、正午専用日時計をあらかじめ作って設置することも可能である。正午ちょうどの太陽は、数字の8の字を寝かせたような、不規則な位置の変化（アナレンマ）をしたのち、1年かけてまた元の位置に戻る。
日本では各地の郵便局に配備された機械時計の時刻を合わせるのに正午計が用いられた。

### ギャラリー
- 極軸式日時計
- コマ型日時計の目盛りをもとにして水平式日時計の目盛りを作図する方法

## 日時計の設置
日時計は緯度によって、指針を傾ける角度を変更しなければならない。大量生産された日時計は、設置場所に合わせて角度を変更する必要がある。日時計の指針の角度が固定されていて変更できない場合は、文字盤そのものを傾けて設置することにより補正する。イギリスでは指針の角度は45°のものが普通である。
完全に正確に動作させるには、日時計の指針は正確に天の北極（ほぼ北極星の方向）または天の南極を向かせる必要がある。日本国内では方位磁針の北は、天の北極から数度ずれているので、磁針を使って設置することは推奨されない。

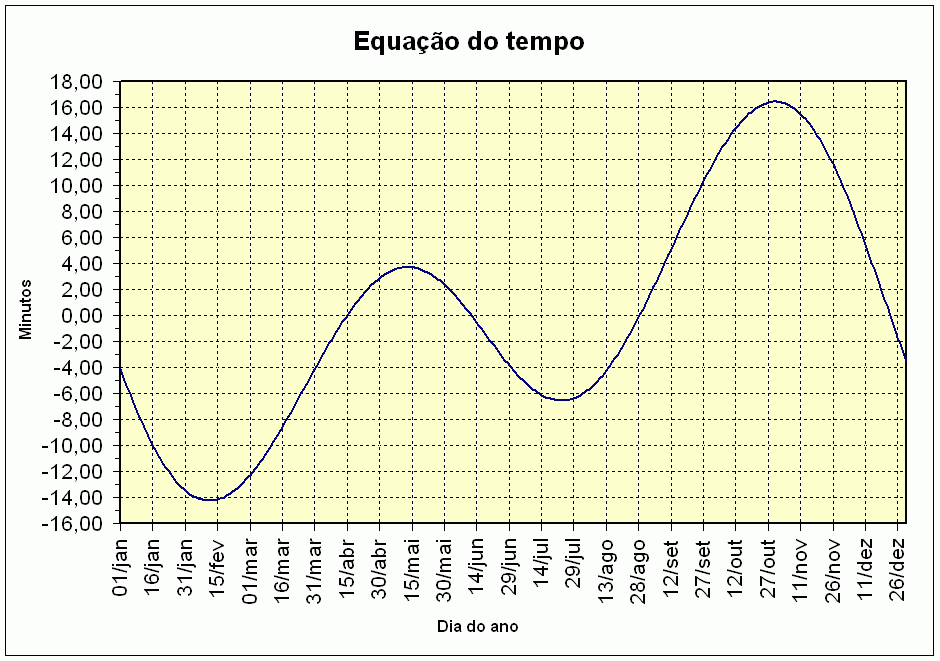
均時差表

視太陽日は完全には一定ではない。これは、地球と太陽の距離や、地球の運動速度が一定でないことに起因する。これによる補正は最大で16分29秒になる。また、夏時間を採用する国ではこれを補正する必要もある。補正用の表は「均時差表」として日時計に添付され、当日の日付が分かると、日時計の示す時刻から何分加算または減算すればよいか分かるようになっている。
日時計の示す時刻は、設置場所の時刻であるが、日本国内の場合は日本標準時（明石時刻）に調整する必要がある。標準時との差は、設置者が計算しなければならない。5°ごとに20分の差が生じるので、たとえば明石から東へ5°離れた東京では、日時計の時刻から20分を減ずる。固定式日時計では、この差は均時差表の中に組み入れるか、文字盤の時刻をずらすことにより修正する。ただし文字盤の表示をずらす方式は、真ん中が12時にならない。

## 日時計とアナログ時計の回転の向きの関係
昼間の晴天時しか使えないものではあるが、古代以来から時間を計る道具として日時計は利用されてきた。現在もアナログ式時計を始めとする各種回転式メーター・つまみ式スイッチ・ねじなどのほとんどが、右まわり（時計まわり）に行くと数が増えたり機能として用を足す仕様なのは、北回帰線以北では、常に日時計の針がこの向きで回ったためと言われている。
現代におけるアナログ時計が基本的に右回りである理由として日時計が右回りであった為という説が有力である。また太陽の位置と時刻が連動していることを利用し、アナログ時計を使って大まかな方角を知る手法がある。

## 主な日時計
日本
- 宮沢賢治記念館ポランの広場南斜・日時計花壇（岩手県花巻市）
- 鹽竈神社日時計（宮城県塩竈市）
- 日時計公園（茨城県つくば市）
- 小原型精密日時計（群馬県高崎市）
- 目久尻川の日時計（神奈川県綾瀬市）
- 第一運動公園日時計広場（神奈川県逗子市）
- 東郷町立東郷小学校の矢橋式日時計（愛知県愛知郡東郷町）
- 名古屋城西の丸展示館前にある矢橋式日時計（愛知県名古屋市中区本丸・北区名城）
- 西尾市立幡豆小学校の矢橋式日時計（愛知県西尾市西幡豆町、1983年設置）
- 大垣市立赤坂中学校の矢橋式日時計（岐阜県大垣市赤坂町）
- 岐阜天文台の矢橋式日時計（岐阜県岐阜市）
- 日本まん真ん中センター（岐阜県郡上市、建物そのものが日時計となっている）
- 近江神宮の矢橋式日時計（滋賀県大津市、時計館宝物館の野外に展示されている）
- 瀧安寺燕尾式日時計（大阪府箕面市）
- 日時計と青葉の笛公園（兵庫県神戸市）
- 日本のへそ日時計の丘公園（兵庫県西脇市）
- 生石花の日時計（兵庫県洲本市）
- けいはんなプラザの日時計（京都府精華町、文字盤の面積が世界一の大きさである）

## 日時計にちなむ文献
- 日時計 クリストファー・ランドン 丸谷才一訳